# إمبراير 190
إمبراير هي سلسة طائرات برازيلية من ذوات الهيكل الضيق والمحركين الإثنين، مدى طيرانها من قصير إلى متوسط، وتنتج شركة إمبراير البرازيلية طائرات تجارية وعسكرية، وكان أول ظهور لها في معرض باريس الجوي في يونيو من عام 1999 ثم دخلت للسوق في مارس 2002، سلسلة طائراتها كانت ناجحة حيث ذكرت الشركة المصنعة أنه تم تسليم 671 طائرة لغاية 30 سبتمبر 2010، وتتوقع أنه بحلول نهاية عام 2016 سيتم تسليم أكثر من 1100 طائرة
.
حصلت الشركة على رخصة الطيران التجاري من وكالة الطيران الفدرالية في سبتمبر 2005 من بعد تلقي شركة الإمبراير 100 طلب شراء مؤكد من خطوط جيت بلو الجوية حيث دخلت الخدمة فيها في يناير 2006.

## الإمبراير 190 و 195
عائلة الإمبراير195/190 هي أكبر من عائلة الإمبراير175/170 حيث زودت بجناح جديد أكبر حجماً وأكثر استقراراً في الجو كما أن محركها مختلف ولها بابان للطوارئ في منتصف الطائرة. هذه الطائرات تتنافس مع بومباردييه الكندية، وبالإضافة إلى ذلك، أصبحت إمبراير تتنافس مع الطائرات الصغيرة للشركات الكبرى مثل طائرة البوينغ 717, والبوينغ 737، وإيرباص إيه 318.
بعد الرحلة الأولى للإمبراير 190 في 12 مارس 2004 وأول رحلة للإمبراير 195 في7 ديسمبر من العام نفسه. أرسلت شركة جيت بلو منخفضة التكاليف طلب لشراء 100 طائرة إمبراير، كما أرسلت شركة فلاي بي منخفضة التكاليف طلب لشراء 14 طائرة من طراز 195.

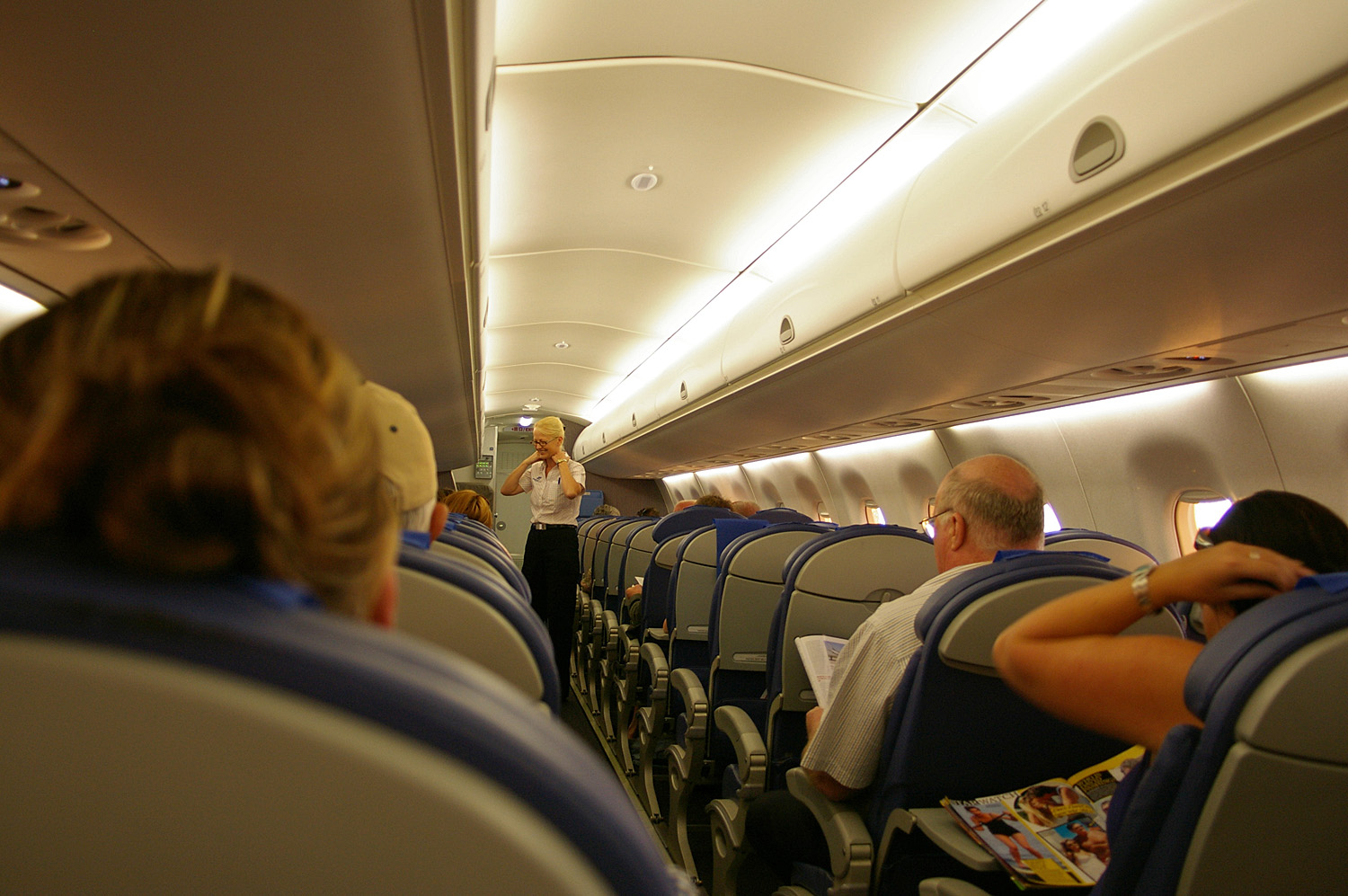
الإمبارير من الداخل

وبما أن عائلة الإمبراير 195-190 هي من ذوات الحجم الصغير، فقد تكون مثالية للعديد من رجال الأعمال بدلاً من استخدامهم لطائرات تملكها شركات طيران أخرى. فعلى سبيل المثال، تسيّر الخطوط الكندية طائراتها الإمبراير 195 ب 9 مقاعد لدرجة رجال الأعمال و84 مقعداً للدرجة السياحية في أسطولها الأساسي.

## مشغليها
في أكتوبر 2010 بيعت 301 طائرة إمبراير، وتلقت إمبراير 156 طلب شراء. فعلى سبيل المثال شغلت الخطوط الكندية 45 طائرة، وشغلت شركة جيت بلو 47 طائرة وقدمت 104 طلبات شراء مؤكدة، وتمتلك الملكية الأردنية 5 طائرات، وتمتلك كيه إل إم 17 طائرة، وقدم طيران المكسيك 16 طلب شراء. وفيرجين بلو الأسترالية 14 طلب، ولدى طيران ناس 4 طائرات. وهنالك 52 طلب شراء منها 32 طلب للخطوط الجوية الأمريكية و20 طلب للخطوط الجوية الأرجنتينية كما أن الخطوط الجوية الليبية «طيران النفط» تمتلك عدداً منها.

## حوادث
في 24 أغسطس 2010، أقلعت طائرة إمبراير 190 تابعة لخطوط جوية محلية في هينان في جمهورية الصين الشعبية من مطار هاربين بإتجاه مطار ييتشون ليندو، لكنها هبطت قبل المدرج بحوالي 1 كم وتحطمت هناك حيث أسفر الحادث عن 42 وفاة من بين 96 كانوا على متنها في أسوأ كارثة جوية في الصين منذ عدة سنوات.
في 30 نوفمبر 2013 أقلعت طائرة إمبراير 190 في رحلة رقم 470 تابعة للخطوط الوطنية الموزمبيقة (لام) من مطار العاصمة الموزمبيقية مابوتو متوجهة إلى المطار الدولي 4 فبراير في العاصمة الآنغولية لواندا، وتحطمت في اجواء جمهورية ناميبيا وبالتحديد في الحديقة الوطنية، واسفر الحادث عن وفاة جميع الركاب على متنها البالغ عددهم 33 راكبا منهم 6 افراد طاقم الطائرة و 10 موزمبيقيين و9 آنغوليين و5 من البرتغال و1 برازيلي و1فرنسي و1 صينيية